# 2015 XX169
2015 XX169 est un astéroïde Apollon, compagnon de la Terre temporairement sur une orbite en fer à cheval, le dixième librateur connu sur une orbite en fer à cheval par rapport à la Terre. Son passage près de la Terre le 14 décembre 2015 a fait que la valeur du demi-grand axe de 2015 XX169 a légèrement augmenté, faisant passer cet astéroïde de la catégorie des astéroïdes Aton à celle des astéroïdes Apollon environ un an après ce passage rapproché. 

## Découverte
2015 XX169 a été découvert le 9 décembre 2015 par R. G. Matheny en observant avec le télescope de 1,5 mètre du Mount Lemmon Survey. Au 6 décembre 2016, il avait été observé 47 fois avec un arc d'observation de 363 jours.  

## Orbite et évolution orbitale
2015 XX169 est actuellement un astéroïde Apollon : un astéroïde géocroiseur avec une période orbitale supérieure à un an. Son demi-grand axe (actuellement 1,000 96 ua) est similaire à celui de la Terre (1,000 74 ua), mais a une excentricité et une inclinaisons modérées (0,18431 et 7,640° respectivement). Il alterne entre la classe des astéroïdes Apollon et celle des astéroïdes Aton, changeant de statut dynamique tous les 130 ans environ. Au 9 mars 2016, cet objet est le 15e co-orbital de la Terre connu et le 10e objet connu sur une orbite en fer à cheval par rapport à notre planète. L'astéroïde 2015 XX169 suit un parcours asymétrique en fer à cheval par rapport à notre planète ; la valeur de sa longitude moyenne relative oscille autour de 180°, mais englobe 0°. 

## Propriétés physiques
Avec une magnitude absolue de 27,4, il a un diamètre compris entre 9 et 22 mètres (pour une gamme d'albédo supposé de 0,20 à 0,04, respectivement). 